# 형사 Duelist
《형사 Duelist》는 2005년에 개봉한 대한민국의 액션 느와르 영화이다.

## 줄거리
영화는 조선 시대 한국 남서부의 한 주점에서 비천한 대장장이가 들려주는 허풍으로 시작된다. 장면은 길거리 서커스로 바뀌고, 우아한 가면을 쓴 검객(강동원)이 시장 관객들을 매료시킨다. 위장 잠복 중인 안 형사(안성기)와 그의 제자 남순(하지원)은 위조 화폐 조직을 추적하고 있었는데, 가면을 쓴 검객이 왕국의 화폐 주조 금형을 소지한 정부 관료를 죽이는 것으로 쇼를 끝낸다.
수레가 충돌하여 위조 주화 더미가 쏟아져 나오면서 소동이 벌어지고, 검객은 도망친다. 시선을 끄는 데는 성공했지만, 남순은 도망치는 검객/결투사와 추격전을 벌이며 결투를 벌였고, 두 자루의 긴 칼을 전문으로 하는 무술의 달인임을 증명한다. 그녀는 그의 가면 4분의 1을 베어냈고 그가 도망치기 전에 드러난 그의 눈을 엿본다. 그녀와 그녀의 팀은 위조 조직원들의 시신과 함께 남겨지는데, 알 수 없는 결투사에 의해 순식간에 학살당한 듯하다.
이후 위조 주화가 백성들 사이에 무분별하게 퍼져나가 극심한 인플레이션을 야기하여 군주제를 위협하는 것으로 밝혀진다. 경찰은 위조범들을 찾아 체포하기로 결심하고, 그들 중에는 정부 내부자가 포함되어 있을 것으로 추정한다. 비밀 통로를 통해 형사들은 결투사의 사진을 얻는데, 남순이 이전 만남에서 알아본 "슬픈 눈"으로 유명하다. 그들의 의심은 막강한 국방장관 송에게 향한다. 이 의심은 남순이 결투사가 송의 저택으로 들어가는 것을 목격하면서 확정된다.
남순과 안은 결투사를 추격하는 데 실패한다. 그러나 남순이 밤에 혼자 걷고 있을 때, 슬픈 눈이 그림자에서 나타나 "나를 좋아해서" 자신을 쫓아오느냐고 묻는다. 남순은 공격하며 애정 어린 결투에 돌입한다. 결국 그는 그녀의 옷에 작은 상처를 내어 가슴골을 드러낸 후 사라진다. 단호한 남순은 송 장관의 궁전에 침투하도록 팀을 설득한다. 이 계획은 실행되었고, 남순만이 기생으로 위장한 모습으로 성공적으로 잠입한다. 우연히도 그녀는 결투사를 개인적으로 시중들어야 하는 상황에 처하게 되고, 그녀는 이를 매우 서투르게 처리한다.
송은 결투사를 불러 남순과의 시간을 방해한다. 송은 뛰어난 검객임이 드러나는데, 결투사보다 뛰어난 유일한 인물이다. 그들의 대화는 송이 현 젊은 왕을 폐위하고 자신의 미래 사위를 왕으로 삼으려는 계획을 하고 있으며, 결투사가 어릴 적부터 이 계획에 관여해 왔음을 밝힌다. 송은 슬픈 눈에게 결투사가 그를 불신할 때마다 언제든지 죽일 수 있다고 상기시키며, 결투사가 계획된 왕위 계승자일 수 있음을 암시한다. 송은 자신이 결투사를 아들처럼 사랑했다고 말한다.
슬픈 눈을 대중 앞에서 폭행한 후 남순은 상관에게서 사건에서 해임되지만, 송의 개입을 증명할 마지막 증거를 찾기 위해 비밀리에 배정된다. 남순의 목표를 엿들은 결투사는 그녀와의 비밀 회동에서 필요한 증거를 넘겨줌으로써 자신의 운명을 희생한다. 남순은 슬픈 눈에 대한 자신의 감정을 깨닫는다. 아버지 같은 안은 이를 알아차리고, 그는 범죄자이고 그녀는 경찰이므로 자신의 감정을 포기하라고 조언한다. 영화는 수많은 무장 경찰이 송의 저택을 에워싸고 결투사와 송, 그리고 다른 부패한 관리들을 공격하면서 절정으로 치닫는다. 마지막 대화에서 송 장관은 이름 없는 결투사의 본명을 말하려 했지만, 경찰이 그들을 갈라놓고 안 형사가 장관을 죽인다.
싸움 후 남순은 불안하게 결투사의 운명을 찾아 헤매지만, 안으로부터 "그는 죽었다"는 말을 듣는다. 망연자실한 그녀는 결투사를 만났던 골목으로 돌아가고, 그의 환영에 시달린다. 그녀가 돌아오는 길에 결투사가 다시 그녀 앞에 나타난다. 남순은 마침내 자신의 감정을 표현할 수 있다고 느끼고, 대단원에서 두 사람은 달빛 아래 그림 같은 싸움 속에서 춤을 춘다. 그들은 "사랑을 나누듯이" 싸웠지만, 첫 장면의 주점에서 대장장이가 말했듯이 "갑자기 사라졌다".
마지막 장면은 남순과 슬픈 눈이 시장에서 멀리서 서로를 발견하는 모습을 보여준다.

## 캐스팅
- 하지원 : 남순 역
- 강동원 : 슬픈 눈 역
- 안성기 : 안포교 역
- 송영창 : 병판대감 역
- 윤주상 : 봉출 역
- 도용구 : 종사관 역
- 심철종 : 마축지 역
- 배중식 : 배 포교 역
- 황의두 : 황 포교 역
- 장인보 : 장 포교 역
- 유영욱 : 유 포교 역
- 박명신 : 기생 어미 역
- 윤가현 : 주모 역
- 함건수 : 마축지패 1 역
- 김해용 : 마축지패 2 역
- 전문식 : 갓쓴 무리대장 역
- 이상철 : 공안거사 역
- 임해림 : 탕촌 노인 역
- 나갑성 : 주막 사람들 역
- 김준배 : 주막 사람들 역
- 박수영 : 주막 사람들 역
- 한동규 : 주막 사람들 역
- 최용현 : 주막 사람들 역
- 정선철 : 주막 사람들 역
- 임형택 : 주막 사람들 역
- 김신용 : 주막 사람들 역
- 김윤식 : 주막 사람들 역
- 연준석 : 꼬마 신랑 역
- 장민영 : 병판 기생 1 역
- 문은복 : 병판 기생 2 역
- 이정민 : 신음 여인 역
- 김병국 : 시장 사내들 역
- 이응찬 : 시장 사내들 역
- 강재은 : 마부 역
- 이철민 : 탕촌 사내들 역
- 최윤석 : 탕촌 사내들 역
- 박민석 : 탕촌 사내들 역
- 이응재 : 홍등가 양반 역
- 자희치 : 갓쓴 무리들 역
- 이동렬 : 갓쓴 무리들 역
- 김양성 : 갓쓴 무리들 역
- 김선영 : 갓쓴 무리들 역
- 김봉성 : 갓쓴 무리들 역
- 조희동 : 갓쓴 무리들 역
- 배상철 : 갓쓴 무리들 역
- 김성언 : 주막 사내들 역
- 정재한 : 주막 사내들 역
- 노형석 : 장터 사내들 역
- 조성원 : 장터 사내들 역
- 김얼 : 그림자 부대 역
- 최재영 : 그림자 부대 역
- 전재홍 : 그림자 부대 역
- 이상태 : 그림자 부대 역
- 함성원 : 그림자 부대 역
- 변상윤 : 그림자 부대 역
- 동춘 서커스단 : 남사당패 역
- 박승호 : 박 대감 역 (특별출연)
- 서동수 : 봉출 패 역 (특별출연)
- 김보연 : 장옷 여인 역 (특별출연)
- 이한위 : 신음여인 남편 역 (특별출연)
- 김정태 : 가도치 역 (특별출연)

## 수상
- 2005년 제4회 대한민국 영화대상
  - 조명상 - 신경만
  - 촬영상 - 황기석
- 2005년 제26회 청룡영화상
  - 미술상 - 이현주, 조근현
  - 조명상 - 신경만
- 2005년 제25회 한국영화평론가협회상
  - 최우수작품상 - 이명세
  - 감독상 - 이명세
  - 촬영상 - 황기석
  - 10대영화상 - 이명세
- 2006년 제42회 백상예술대상
  - 영화부문 감독상 - 이명세
- 2006년 제43회 대종상
  - 미술상 - 이현주, 조근현